# Мусіївська сільська рада (Хорольський район)
Мусіївська сільська рада — колишній орган місцевого самоврядування у Хорольському районі Полтавської області з центром у c. Мусіївка.
Населення — 1197 осіб.

## Населені пункти
Сільраді були підпорядковані населені пункти:
- c. Мусіївка
- с. Бурлаки
- с. Дації
- с. Лазьки
- с. Мартинівка
- с. Мищенки
- с. Стара Мусіївка
- с. Хоменки
- с. Шкилі